# Wout Faes
Wout Felix Lina Faes (Mol, 3 aprile 1998) è un calciatore belga, difensore del Leicester City e della nazionale belga.

## Caratteristiche tecniche
È un difensore centrale capace di giocare anche da terzino e da mediano. È abile nelle uscite palla al piede e rapido, nonostante la stazza fisica; ricorda molto il giocatore brasiliano David Luiz.

## Carriera

### Club
Dopo essere cresciuto nei settori giovanili di Lierse ed Anderlecht, il 31 gennaio 2017 viene ceduto in prestito, fino al termine della stagione, all'Heerenveen. Terminato il prestito, il 12 luglio si trasferisce, sempre a titolo temporaneo, all'Excelsior.
Il 21 giugno 2018 passa all'Ostenda, con cui firma un triennale. Il 31 gennaio 2020 viene acquistato dallo Stade Reims, con cui si lega fino al 2024, restando tuttavia in prestito al club belga fino al termine della stagione.
Il 1º settembre 2022 viene acquistato a titolo definitivo dal Leicester City per 15 milioni di euro. Diciassette giorni dopo debutta in Premier League nella sconfitta per 6-2 contro il Tottenham.
Nonostante il risultato negativo ottenuto all'esordio, è stato elogiato per il suo impatto sulla difesa del club e nelle sette partite successive di campionato, dalla partita contro il Tottenham a quella contro il Manchester City del 9 novembre, ha registrato cinque reti inviolate. Il 30 dicembre 2022, si è reso protagonista della sconfitta delle foxies contro il Liverpool, segnando due autogol e diventando il quarto calciatore a fare ciò nella storia della Premier League.

### Nazionale
Ha giocato nelle nazionali giovanili belghe Under-15, Under-17, Under-19 ed Under-21.
L'8 giugno 2022 esordisce con la nazionale maggiore belga nel successo per 6-1 in Nations League contro la Polonia.

## Statistiche

### Presenze e reti nei club
Statistiche aggiornate al 4 maggio 2024.
| Stagione           | Squadra             | Campionato         | Campionato | Campionato | Coppe nazionali | Coppe nazionali | Coppe nazionali | Coppe continentali | Coppe continentali | Coppe continentali | Altre coppe | Altre coppe | Altre coppe | Totale | Totale | Totale |
| Stagione           | Squadra             | Comp               | Pres       | Reti       | Comp            | Pres            | Reti            | Comp               | Pres               | Reti               | Comp        | Pres        | Reti        | Pres   | Reti   |        |
| ------------------ | ------------------- | ------------------ | ---------- | ---------- | --------------- | --------------- | --------------- | ------------------ | ------------------ | ------------------ | ----------- | ----------- | ----------- | ------ | ------ | ------ |
| 2016-gen. 2017     | Anderlecht          | D1                 | 0          | 0          | CB              | 0               | 0               | UCL+UEL            | 0                  | 0                  | -           | -           | -           | 0      | 0      |        |
| gen.-giu. 2017     | Heerenveen          | E                  | 7+1        | 0          | KB              | -               | -               | -                  | -                  | -                  | -           | -           | -           | 8      | 0      |        |
| 2017-2018          | Excelsior Rotterdam | E                  | 19         | 0          | KB              | 1               | 0               | -                  | -                  | -                  | -           | -           | -           | 20     | 0      |        |
| 2018-2019          | Ostenda             | D1                 | 35         | 1          | CB              | 5               | 1               | -                  | -                  | -                  | -           | -           | -           | 40     | 1      |        |
| 2019-2020          | Ostenda             | D1                 | 28         | 0          | CB              | 2               | 0               | -                  | -                  | -                  | -           | -           | -           | 30     | 0      |        |
| Totale Ostenda     | Totale Ostenda      | Totale Ostenda     | 63         | 1          |                 | 7               | 1               |                    | -                  | -                  |             | -           | -           | 70     | 2      |        |
| 2020-2021          | Stade Reims         | L1                 | 33         | 1          | CF              | 0               | 0               | UEL                | 2                  | 0                  | -           | -           | -           | 35     | 1      |        |
| 2021-2022          | Stade Reims         | L1                 | 37         | 4          | CF              | 2               | 0               | -                  | -                  | -                  | -           | -           | -           | 39     | 4      |        |
| lug.-ago. 2022     | Stade Reims         | L1                 | 3          | 0          | CF              | -               | -               | -                  | -                  | -                  | -           | -           | -           | 3      | 0      |        |
| Totale Stade Reims | Totale Stade Reims  | Totale Stade Reims | 73         | 5          |                 | 2               | 0               |                    | 2                  | 0                  |             | -           | -           | 77     | 5      |        |
| 2022-2023          | Leicester City      | PL                 | 31         | 1          | FACup+CdL       | 2+3             | 0+0             | -                  | -                  | -                  | -           | -           | -           | 36     | 1      |        |
| 2023-2024          | Leicester City      | FLC                | 43         | 2          | FACup+CdL       | 1+2             | 0+0             | -                  | -                  | -                  | -           | -           | -           | 46     | 2      |        |
| Totale Leicester   | Totale Leicester    | Totale Leicester   | 74         | 3          |                 | 8               | 0               |                    | -                  | -                  |             | -           | -           | 82     | 3      |        |
| Totale carriera    | Totale carriera     | Totale carriera    | 237        | 9          |                 | 18              | 1               |                    | 2                  | 0                  |             | -           | -           | 257    | 10     |        |

### Cronologia presenze e reti in nazionale
| Cronologia completa delle presenze e delle reti in nazionale ― Polonia | Cronologia completa delle presenze e delle reti in nazionale ― Polonia | Cronologia completa delle presenze e delle reti in nazionale ― Polonia | Cronologia completa delle presenze e delle reti in nazionale ― Polonia | Cronologia completa delle presenze e delle reti in nazionale ― Polonia | Cronologia completa delle presenze e delle reti in nazionale ― Polonia | Cronologia completa delle presenze e delle reti in nazionale ― Polonia | Cronologia completa delle presenze e delle reti in nazionale ― Polonia |
| Data                                                                   | Città                                                                  | In casa                                                                | Risultato                                                              | Ospiti                                                                 | Competizione                                                           | Reti                                                                   | Note                                                                   |
| ---------------------------------------------------------------------- | ---------------------------------------------------------------------- | ---------------------------------------------------------------------- | ---------------------------------------------------------------------- | ---------------------------------------------------------------------- | ---------------------------------------------------------------------- | ---------------------------------------------------------------------- | ---------------------------------------------------------------------- |
| 8-6-2022                                                               | Bruxelles                                                              | Belgio                                                                 | 6 – 1                                                                  | Polonia                                                                | UEFA Nations League 2022-2023 - 1º turno                               | -                                                                      | 84’                                                                    |
| 24-3-2023                                                              | Solna                                                                  | Svezia                                                                 | 0 – 3                                                                  | Belgio                                                                 | Qual. Euro 2024                                                        | -                                                                      |                                                                        |
| 28-3-2023                                                              | Colonia                                                                | Germania                                                               | 2 – 3                                                                  | Belgio                                                                 | Amichevole                                                             | -                                                                      |                                                                        |
| 17-6-2023                                                              | Bruxelles                                                              | Belgio                                                                 | 1 – 1                                                                  | Austria                                                                | Qual. Euro 2024                                                        | -                                                                      |                                                                        |
| 20-6-2023                                                              | Tallinn                                                                | Estonia                                                                | 0 – 3                                                                  | Belgio                                                                 | Qual. Euro 2024                                                        | -                                                                      |                                                                        |
| 9-9-2023                                                               | Mərdəkan                                                               | Azerbaigian                                                            | 0 – 1                                                                  | Belgio                                                                 | Qual. Euro 2024                                                        | -                                                                      |                                                                        |
| 12-9-2023                                                              | Bruxelles                                                              | Belgio                                                                 | 5 – 0                                                                  | Estonia                                                                | Qual. Euro 2024                                                        | -                                                                      |                                                                        |
| 13-10-2023                                                             | Vienna                                                                 | Austria                                                                | 2 – 3                                                                  | Belgio                                                                 | Qual. Euro 2024                                                        | -                                                                      |                                                                        |
| 16-10-2023                                                             | Bruxelles                                                              | Belgio                                                                 | 1 – 1                                                                  | Svezia                                                                 | Qual. Euro 2024                                                        | -                                                                      |                                                                        |
| 15-11-2023                                                             | Lovanio                                                                | Belgio                                                                 | 1 – 0                                                                  | Serbia                                                                 | Amichevole                                                             | -                                                                      | 46’                                                                    |
| 19-11-2023                                                             | Bruxelles                                                              | Belgio                                                                 | 5 – 0                                                                  | Azerbaigian                                                            | Qual. Euro 2024                                                        | -                                                                      |                                                                        |
| 23-3-2024                                                              | Dublino                                                                | Irlanda                                                                | 0 – 0                                                                  | Belgio                                                                 | Amichevole                                                             | -                                                                      |                                                                        |
| 26-3-2024                                                              | Londra                                                                 | Inghilterra                                                            | 2 – 2                                                                  | Belgio                                                                 | Amichevole                                                             | -                                                                      | 82’                                                                    |
| 5-6-2024                                                               | Bruxelles                                                              | Belgio                                                                 | 2 – 0                                                                  | Montenegro                                                             | Amichevole                                                             | -                                                                      | 46’                                                                    |
| 8-6-2024                                                               | Bruxelles                                                              | Belgio                                                                 | 3 – 0                                                                  | Lussemburgo                                                            | Amichevole                                                             | -                                                                      |                                                                        |
| 17-6-2024                                                              | Francoforte sul Meno                                                   | Belgio                                                                 | 0 – 1                                                                  | Slovacchia                                                             | Euro 2024 - 1º turno                                                   | -                                                                      |                                                                        |
| 22-6-2024                                                              | Colonia                                                                | Belgio                                                                 | 2 – 0                                                                  | Romania                                                                | Euro 2024 - 1º turno                                                   | -                                                                      |                                                                        |
| 26-6-2024                                                              | Stoccarda                                                              | Ucraina                                                                | 0 – 0                                                                  | Belgio                                                                 | Euro 2024 - 1º turno                                                   | -                                                                      | 43’                                                                    |
| 1-7-2024                                                               | Düsseldorf                                                             | Francia                                                                | 1 – 0                                                                  | Belgio                                                                 | Euro 2024 - Ottavi di finale                                           | -                                                                      |                                                                        |
| 6-9-2024                                                               | Debrecen                                                               | Belgio                                                                 | 3 – 1                                                                  | Israele                                                                | UEFA Nations League 2024-2025 - 1º turno                               | -                                                                      |                                                                        |
| 9-9-2024                                                               | Lione                                                                  | Francia                                                                | 2 – 0                                                                  | Belgio                                                                 | UEFA Nations League 2024-2025 - 1º turno                               | -                                                                      |                                                                        |
| 10-10-2024                                                             | Roma                                                                   | Italia                                                                 | 2 – 2                                                                  | Belgio                                                                 | UEFA Nations League 2024-2025 - 1º turno                               | -                                                                      |                                                                        |
| 14-10-2024                                                             | Bruxelles                                                              | Belgio                                                                 | 1 – 2                                                                  | Francia                                                                | UEFA Nations League 2024-2025 - 1º turno                               | -                                                                      | 53’                                                                    |
| 14-11-2024                                                             | Bruxelles                                                              | Belgio                                                                 | 0 – 1                                                                  | Italia                                                                 | UEFA Nations League 2024-2025 - 1º turno                               | -                                                                      |                                                                        |
| 17-11-2024                                                             | Budapest                                                               | Israele                                                                | 1 – 0                                                                  | Belgio                                                                 | UEFA Nations League 2024-2025 - 1º turno                               | -                                                                      |                                                                        |
| 23-3-2025                                                              | Genk                                                                   | Belgio                                                                 | 3 – 0                                                                  | Ucraina                                                                | UEFA Nations League 2024-2025 - Play-off                               | -                                                                      |                                                                        |
| 6-6-2025                                                               | Skopje                                                                 | Macedonia del Nord                                                     | 1 – 1                                                                  | Belgio                                                                 | Qual. Mondiali 2026                                                    | -                                                                      |                                                                        |
| 9-6-2025                                                               | Bruxelles                                                              | Belgio                                                                 | 4 – 3                                                                  | Galles                                                                 | Qual. Mondiali 2026                                                    | -                                                                      |                                                                        |
| Totale                                                                 |                                                                        | Presenze                                                               | 28                                                                     |                                                                        | Reti                                                                   | 0                                                                      |                                                                        |

| Cronologia completa delle presenze e delle reti in nazionale ― Belgio under 21 | Cronologia completa delle presenze e delle reti in nazionale ― Belgio under 21 | Cronologia completa delle presenze e delle reti in nazionale ― Belgio under 21 | Cronologia completa delle presenze e delle reti in nazionale ― Belgio under 21 | Cronologia completa delle presenze e delle reti in nazionale ― Belgio under 21 | Cronologia completa delle presenze e delle reti in nazionale ― Belgio under 21 | Cronologia completa delle presenze e delle reti in nazionale ― Belgio under 21 | Cronologia completa delle presenze e delle reti in nazionale ― Belgio under 21 |
| Data                                                                           | Città                                                                          | In casa                                                                        | Risultato                                                                      | Ospiti                                                                         | Competizione                                                                   | Reti                                                                           | Note                                                                           |
| ------------------------------------------------------------------------------ | ------------------------------------------------------------------------------ | ------------------------------------------------------------------------------ | ------------------------------------------------------------------------------ | ------------------------------------------------------------------------------ | ------------------------------------------------------------------------------ | ------------------------------------------------------------------------------ | ------------------------------------------------------------------------------ |
| 6-10-2017                                                                      | Oud-Heverlee                                                                   | Belgio under 21                                                                | 1 – 1                                                                          | Svezia under 21                                                                | Qual. Europeo Under-21 2019                                                    | -                                                                              |                                                                                |
| 10-10-2017                                                                     | Larnaca                                                                        | Cipro under 21                                                                 | 0 – 2                                                                          | Belgio under 21                                                                | Qual. Europeo Under-21 2019                                                    | -                                                                              |                                                                                |
| 9-11-2017                                                                      | Oud-Heverlee                                                                   | Belgio under 21                                                                | 3 – 2                                                                          | Cipro under 21                                                                 | Qual. Europeo Under-21 2019                                                    | -                                                                              | 49’                                                                            |
| 14-11-2017                                                                     | Istanbul                                                                       | Turchia under 21                                                               | 1 – 2                                                                          | Belgio under 21                                                                | Qual. Europeo Under-21 2019                                                    | -                                                                              |                                                                                |
| 22-3-2018                                                                      | Doetinchem                                                                     | Paesi Bassi under 21                                                           | 1 – 4                                                                          | Belgio under 21                                                                | Amichevole                                                                     | -                                                                              |                                                                                |
| 26-3-2018                                                                      | Oud-Heverlee                                                                   | Belgio under 21                                                                | 3 – 0                                                                          | Ungheria under 21                                                              | Qual. Europeo Under-21 2019                                                    | -                                                                              |                                                                                |
| 7-9-2018                                                                       | Ta' Qali                                                                       | Malta under 21                                                                 | 0 – 4                                                                          | Belgio under 21                                                                | Qual. Europeo Under-21 2019                                                    | -                                                                              |                                                                                |
| 11-9-2018                                                                      | Budapest                                                                       | Ungheria under 21                                                              | 0 – 3                                                                          | Belgio under 21                                                                | Qual. Europeo Under-21 2019                                                    | -                                                                              |                                                                                |
| 11-10-2018                                                                     | Udine                                                                          | Italia under 21                                                                | 0 – 1                                                                          | Belgio under 21                                                                | Amichevole                                                                     | -                                                                              | 46’                                                                            |
| 16-10-2018                                                                     | Kalmar                                                                         | Svezia under 21                                                                | 0 – 3                                                                          | Belgio under 21                                                                | Qual. Europeo Under-21 2019                                                    | -                                                                              |                                                                                |
| 15-11-2018                                                                     | Bucarest                                                                       | Romania under 21                                                               | 3 – 3                                                                          | Belgio under 21                                                                | Amichevole                                                                     | -                                                                              | 46’                                                                            |
| 3-6-2019                                                                       | Le Mans                                                                        | Francia under 21                                                               | 3 – 0                                                                          | Belgio under 21                                                                | Amichevole                                                                     | -                                                                              | 79’                                                                            |
| 16-6-2019                                                                      | Reggio Emilia                                                                  | Polonia under 21                                                               | 3 – 2                                                                          | Belgio under 21                                                                | Europeo Under-21 2019 - 1º turno                                               | -                                                                              | 40’                                                                            |
| 19-6-2019                                                                      | Reggio Emilia                                                                  | Spagna under 21                                                                | 2 – 1                                                                          | Belgio under 21                                                                | Europeo Under-21 2019 - 1º turno                                               | -                                                                              | 54’                                                                            |
| 6-9-2019                                                                       | Wrexham                                                                        | Galles under 21                                                                | 1 – 0                                                                          | Belgio under 21                                                                | Qual. Europeo Under-21 2021                                                    | -                                                                              | Cap.                                                                           |
| 10-9-2019                                                                      | Oud-Heverlee                                                                   | Belgio under 21                                                                | 0 – 0                                                                          | Bosnia ed Erzegovina under 21                                                  | Qual. Europeo Under-21 2021                                                    | -                                                                              | Cap.                                                                           |
| 15-10-2019                                                                     | Oud-Heverlee                                                                   | Belgio under 21                                                                | 4 – 1                                                                          | Moldavia under 21                                                              | Qual. Europeo Under-21 2021                                                    | -                                                                              | Cap.                                                                           |
| 8-9-2020                                                                       | Oud-Heverlee                                                                   | Belgio under 21                                                                | 4 – 1                                                                          | Germania under 21                                                              | Qual. Europeo Under-21 2021                                                    | -                                                                              | 82’                                                                            |
| 9-10-2020                                                                      | Oud-Heverlee                                                                   | Belgio under 21                                                                | 5 – 0                                                                          | Galles under 21                                                                | Qual. Europeo Under-21 2021                                                    | -                                                                              | Cap.                                                                           |
| 13-10-2020                                                                     | Tiraspol                                                                       | Moldavia under 21                                                              | 1 – 0                                                                          | Belgio under 21                                                                | Qual. Europeo Under-21 2021                                                    | -                                                                              | 46’                                                                            |
| 17-11-2020                                                                     | Zenica                                                                         | Bosnia ed Erzegovina under 21                                                  | 3 – 2                                                                          | Belgio under 21                                                                | Qual. Europeo Under-21 2021                                                    | -                                                                              | 82’                                                                            |
| Totale                                                                         |                                                                                | Presenze                                                                       | 21                                                                             |                                                                                | Reti                                                                           | 0                                                                              |                                                                                |

## Palmarès

### Club

#### Competizioni nazionali
- Football League Championship: 1

Leicester City: 2023-2024